# Státní rada republiky Krym
Státní rada republiky Krym (rusky Государственный Совет Республики Крым, ukrajinštinou Державна Рада Республіки Крим, krymskou tatarštinou Къырым Джумхуриетининъ Девлет Шурасы) je jednokomorový parlament Republiky Krym náležející k Ruské Federaci.
11. března 2014 přijaly Nejvyšší rada Autonomní republiky Krym a Městská rada Sevastopolu Deklaraci nezávislosti Autonomní republiky Krym a města Sevastopol.
15. března 2014 zrušil ukrajinský parlament pravomoci Nejvyšší radě Autonomní republiky Krym. Nejvyšší rada Autonomní republiky Krym, nicméně pokračovala v činnosti. Podle vyhlášky «O zastupování republiky Krym», přijatou 17. března 2014 na mimořádném plenárním zasedání Nejvyšší rady Krymu, «v souvislosti s vystoupením z Ukrajiny a vyhlášením nezávislého státu republiky Krym» zastupitelský orgán v Republice Krym změnil svůj název a jméno na Státní radu Republiky Krym — je parlamentem republiky Krym s nezávislou republikou Krym. 18. března 2014 byla Republika Krym přijata za člena Ruské Federace.
Po připojení Krymu k Rusku v březnu 2014 pokračuje Státní rada Republiky Krym ve své činnosti v novém prostředí.